# Jalžabet
Jalžabet je općina u Hrvatskoj.

## Ime
U izvorima na mađarskom jeziku naziva se Szenterzsébet, što znači "Sveta Elizabeta".

## Zemljopis
Nalazi se na otprilike pola puta između Varaždina i Ludbrega.

## Općinska naselja
Sastoji se od 9 naselja: Imbriovec Jalžabetski, Jakopovec, Jalžabet, Kaštelanec, Kelemen, Leštakovec, Novakovec, Pihovec, Poduzetnička Zona Jalžabet.

## Stanovništvo
Po popisu stanovništva iz 2011. godine, općina Jalžabet imala je 3615 stanovnika, raspoređenih u 8 naselja:
- Imbriovec Jalžabetski – 329
- Jakopovec – 485
- Jalžabet – 1066
- Kaštelanec – 411
- Kelemen – 584
- Leštakovec – 263
- Novakovec – 456
- Pihovec – 21

| broj stanovnika | 2838  | 3155  | 3497  | 3868  | 4009  | 4142  | 3917  | 4143  | 4104  | 4168  | 4084  | 3974  | 3833  | 3751  | 3732  | 3615  | 3183  |
|                 | 1857. | 1869. | 1880. | 1890. | 1900. | 1910. | 1921. | 1931. | 1948. | 1953. | 1961. | 1971. | 1981. | 1991. | 2001. | 2011. | 2021. |

| broj stanovnika | 467   | 575   | 709   | 759   | 815   | 845   | 808   | 841   | 891   | 958   | 968   | 945   | 942   | 1013  | 1065  | 1066  | 1005  |
|                 | 1857. | 1869. | 1880. | 1890. | 1900. | 1910. | 1921. | 1931. | 1948. | 1953. | 1961. | 1971. | 1981. | 1991. | 2001. | 2011. | 2021. |

## Spomenici i znamenitosti
U Jalžabetu se nalazi župna crkva sv. Elizabete, i dvorac Somogy-Bedeković.

## Odgoj i obrazovanje
Postoji jedan dječji vrtić koji obuhvaća djecu od prve godine života do polaska u školu. Postoje i dvije osnovne škole – u jednoj su učenici viših i nižih razreda, dok drugu pohađaju samo učenici nižih razreda (područna škola u Kelemenu).
- Dječji vrtić "Potočić" Jalžabet
- Osnovna škola "Petar Zrinski" Jalžabet
- Područna škola "Petar Zrinski" Kelemen

## Kultura
Na području općine Jalžabet djeluje KUD Elizabeta.

## Šport
- NK Jalžabet, Jalžabet
- NK Novakovec, Novakovec

## Vanjske poveznice
- Službene stranice općine
- Osnovna škola "Petar Zrinski" Jalžabet  Arhivirana inačica izvorne stranice od 15. siječnja 2011. (Wayback Machine)
- KUD Elizabeta